# روش نلدر - مید
روش نلدر-مید یا روش سیمپلکس سراشیبی، یک روش عددی رایج در پیدا کردن کمینه یا بیشینه یک تابع هدف در فضای بهینه‌سازی چند بعدی می‌باشد. این روش از مرتبه صفر بوده و بنابراین در مسائل بهینه‌سازی غیرخطی که در آنها به دست آوردن مشتق تابع ناممکن یا مشکل باشد، قابل پیاده‌سازی است. با این وجود، روش نلدر-مید یک روش ابتکاری است که می‌تواند به نقاط غیرایستا همگرا شود.
روش نلدر-مبد در سال ۱۹۶۵ و توسط جان نلدر و راگر مید ارائه شده است.